# 신성균
신성균(申性均, 1905년/1907년 6월 8일?~1967년 9월 28일)은 한국의 정치인이다. 곡성 공립소학교, 일본 행교 현립 중학교를 졸업하고 와세다 대학 전문부 법과를 졸업하고, 곡성면장을 역임하였다. 곡성군 건국준비위원장, 한국독립당 전주특별당위원장, 전북도당위원장을 역임하고 신한정의사 전주지사장과 건국소비조합 이사를 역임하였다. 한국전쟁 때 조선민주주의인민공화국으로 갔다.

## 역대 선거 결과
| 실시년도 | 선거   | 대수 | 직책     | 선거구      | 정당   | 득표수   | 득표율          | 순위 | 당락 | 비고 |
| -------- | ------ | ---- | -------- | ----------- | ------ | -------- | --------------- | ---- | ---- | ---- |
| 1948년   | 총선   | 1대  | 국회의원 | 전북 전주부 | 무소속 | 10,737표 | \| \| 32.14% \| | 1위  |      | 초선 |
|          | 32.14% |      |          |             |        |          |                 |      |      |      |

## 참고 자료
- 《대한민국 의정총람》, 국회의원총람발간위원회, (1994년)
- 신성균 - 대한민국헌정회